# 宗村蔵人
宗村 蔵人（むねむら くらひと、1978年2月6日 - ）は、日本の俳優。千葉県千葉市出身。宗村蔵人は役者名。身長は175cm。血液型はO型。劇団漂流船に所属。

## 来歴・概要
高校卒業直後に渡米。テキサスクリスチャン大学（米国テキサス州、フォートワース）に入学し、マネジメントを専攻。大学卒業後は、大手総合商社三井物産株式会社に入社。退社後は人気男優劇団劇団Studio Lifeに2004年の劇団オーディションにて入団（第７期）、舞台デビュー。その後、ニューヨークでの演劇留学、舞台出演等を経て劇団Studio Lifeを退団。俳優井田國彦が主宰する劇団漂流船に旗揚げ公演から参加し、「沈まない夕陽」「スターになった男」等での主演を含め主要な役を演じる。

## 人物・エピソード
- 米国大学卒業後に大手総合商社の三井物産株式会社に入社。経理、海外営業を経験した後に、演劇の道へ進むという特異な経歴を持つ。
- ニューヨークの名門演劇研究所、リー・ストラスバーグ演劇研究所 (The Lee Strasberg Theatre and Film Institute) 出身で、メソッド演技をベースとした集中的なアクティングトレーニングの経験を積み、現地の舞台に出演。George Loros、故Hope Arthurに師事。
- スタジオライフ在団中はテンション芝居からシリアスな芝居まで、また婦人等の女性役を含め幅広い役を演じる。
- アマチュアボクシング経験あり。大会直前のスパーリング最中に左目の眼窩底骨折をした為、競技を断念。現在も左視野には麻痺の影響が残る。
- 最高身長は175.6センチ。[1]

## 出演

### 舞台(国内)
- ドラキュラ DRACULA（2004年、劇団Studio Life、新宿シアターサンモール） - 看護師、ツガニー人 役
- ドリアン・グレイの肖像（2004年、劇団Studio Life、新宿紀伊國屋サザンシアター / 大阪シアタードラマシティ） - 執事 パーカー 役
- The Hot l Baltimore（2005年、劇団Studio Life、新宿スペース107） - ベロッティ婦人 役
- メッシュ（2005年、劇団Studio Life、新宿シアターサンモール） - パリ市警の警部 役
- 白夜行1 (原作 東野圭吾)（2005年、劇団Studio Life、新宿紀伊國屋ホール / 大阪シアタードラマシティ） - 寺崎忠夫、藤村都子の母親 役
- 白夜行2(原作 東野圭吾)（2005年、劇団Studio Life、シアター1010 / 大阪厚生年金会館芸術ホール） - 布施の男 役
- WHITE（2006年、劇団Studio Life、中野ウェストエンドスタジオ） - 本の妖精ティンク、教頭 役
- 涙の芸人ブルース－天使の羽 〜 殺しても殺されても、幸せだった彼－（2007年、劇団漂流船、笹塚ファクトリー） - 宗村刑事 役
- 愛と夢（2007年、劇団シュガークラフト、かめありリリオホール） - 第16回葛飾演劇祭上演作品、奥山勇、隆人 役　※主演
- スターになった男（2008年、劇団漂流船、神楽坂die pratze） - 城山勇治 役　※脚本、主演
- ランナー（2008年、劇団漂流船、笹塚ファクトリー） - 宗方コーチ 役
- 沈まない夕陽（2010年、劇団漂流船、笹塚ファクトリー） - 相場道夫 役（ボクサー）　※主演
- 慟哭の光（2010年、劇団漂流船、武蔵野芸能劇場） - 帝都大学病院教授 役
- 沈まない夕陽 大阪公演（2010年、劇団漂流船、世界館 / ラフォーレミュージアム原宿） - 相場道夫 役（ボクサー）　※主演

### 舞台(海外)
- True West （2006年、原作 Sam Shepard、演出 Hope Arthur、The Lee Strasberg Theatre、New York） - Austin 役
- The Family Man（2007年、演出 Hope Arthur、The Lee Strasberg Theatre、New York） - Jack Campbell 役
- Dirty Hands（原作 Jean-Paul Sartre、演出 George Loros、The Lee Strasberg Theatre、New York） - Hugo 役
- The Silence of the Lambs （原作 Thomas Harris、演出 George Loros、The Lee Strasberg Theatre、New York）

### ドラマ
- 火曜サスペンス劇場 警視庁鑑識班シリーズ（2003年、日本テレビ）
- 音革命FUTURE 連続ミニドラマ 占い探偵QW 第9話 - 第12話（2007年、テレビ愛知） - PPDCリーダー 役
- 新しい王様 Season1 第5話 - 第8話（2019、TBS / Paravi） - TVスタッフ 役
- 港区おじさん サクラと刑事編 第98話 - 第101話（2019、東京カレンダー） - 刑事 役
- おかしな刑事スペシャル（2019、テレビ朝日） - 沖縄の友人 役
- 捜査一課長スペシャル（2019、テレビ朝日） - 鑑識 役
- DCU（2022、TBS）- 結婚パーティースタッフ 役
- 受付のジョー（2022、日本テレビ）- レギュラー社員 役
- マイファミリー（2022、TBS）- IT社員 役（メインボイス）
- 寂しい丘で狩りをする 第6話（5月28日）「悪魔」（2022、テレビ東京）- サラリーマン 役[2]
- モトカレ←リトライ（2022、MBS）- 講師 役
- カナカナ（2022、NHK）- 刑事 役
- 競争の番人（2022、フジテレビ）- 営業本部長 役
- 拾われた男第5話（2022年7月24日、配信 Disney＋/放送 NHK BSプレミアム）- 刑事 役
- 刑事7人SEASON8 第3話（2022年7月27日）- 父親 役（スチール）
- ユニコーンに乗って 第5話（2022、TBS）- ビジネスコンテスト審査員 役
- 君の花になる （2022、TBS）- TVスタッフ 役
- クロサギ （2022、TBS）- セミナー詐欺勧誘者 役
- テレビ朝日ドラマプレミアム『黄金の刻〜服部金太郎物語〜』(原作：楡周平『黄金の刻 小説 服部金太郎』(集英社文庫刊))（2023、テレビ朝日）- アズナブール商会 秘書兼通訳 役

### 映画
- 港区おじさん THEムービー（2018、東京カレンダー） - SWAT 役

### バラエティ
- 発掘!あるある大事典 (2003年、フジテレビ)
- If もしも シリーズ（2003年）
- 平成ニッポンの瞬間映像ランキング！30（2018年、日本テレビ） - 秋葉原無差別殺傷事件 加藤智大の同僚 役
- FNN報道スペシャル　平成の”大晦日”　令和につなぐテレビ（2019年、フジテレビ） - 皇太子様 役
- 1番だけが知っている（2019年、TBS） - S（スパイ） 役
- 消えた天才（2019年、TBS） - 「日本最速サニブラウンが勝てなかった天才」 松田克彦 のトレーナー（ドクター） 役
- ソクラテスのため息～滝沢カレンのわかるまで教えてください～ (2020年、テレビ東京) - 「滝沢カレンと学ぶ優しい保険SP」保険のトラブル③ 小木博明 役
- 東野・千鳥のうちのパパはお笑い芸人 家族で漫才決定戦（2020年、フジテレビ） - 「ポリスじろう編」 医師 役
- THE突破ファイル 「命がけで戦う男たち2時間SP」（2022年6月16日、日本テレビ） - ホテル従業員 役

### ビデオパッケージ
- NTTドコモ（2003年）
- 富士通（2003年）
- フレッシュネスバーガー（2003年）
- 沈まない夕陽映像作品（2011年）- 相場道夫 役(主演)[3]

### CM/WEB
- サッポロビール生搾りファイバー（2003年）
- ダイハツ ムーヴキャンバス「丸み」篇（2018年） ファミリー 父親 役
- ニベア花王 ニベアデオドラント 「接近判定人 001芳根京子 編、002カズレーザー 編、003安藤なつ 編」（2019年）サラリーマン 役
- エッグフォワード ミドルマネジメント育成 社員 役(WEB)（2022年）
- LINE証券スチール(WEB)（2022年）本人 役[4]
- Microsoft「Windows 11」先生 役（2022年）
- 総務省「マイナポイント」（2022年）
- ココナラ（2022年）
- copro「大型新人篇」(WEB)（2022年）
- HONDA｢UNI-CUB!｣ (WEB)（2022年）
- GLOBIS(WEB)（2022年）